# Polskie skrzypce z duszą skrzydlatą

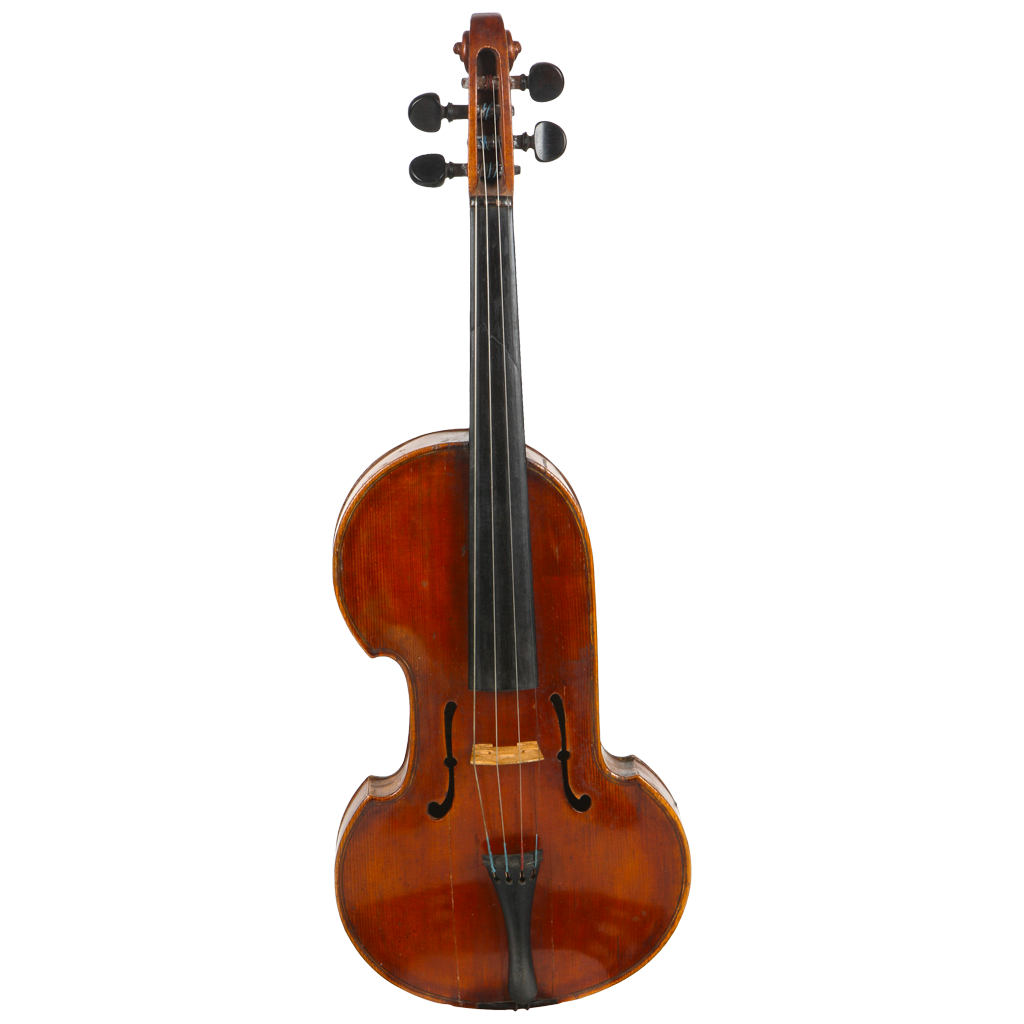
Wynalezione przez Antoniego Hybla polskie skrzypce z duszą skrzydlatą

Polskie skrzypce z duszą skrzydlatą – skrzypce skonstruowane w 1924 roku przez polskiego rzeźbiarza oraz lutnika Antoniego Hybla, upraszczające sposób gry na tym instrumencie.

## Historia
Obecnie znana budowa skrzypiec wykształciła się jeszcze w czasach baroku. Konstrukcja instrumentu wymusza na skrzypku aby nienaturalnie wyginał lewą rękę dociskając palcami struny do podstrunnicy. Zjawisko to ma miejsce szczególnie w czasie uzyskiwania wysokich dźwięków umiejscowionych w dolnym fragmencie podstrunnicy umiejscowionej ponad górną częścią pudła rezonansowego. Wygięcie spowodowane jest bezpośrednio przez dostosowanie sposobu gry do konstrukcji skrzypiec. Podczas długotrwałej gry nienaturalne ułożenie powoduje niedogodności, a nawet ból. Muzycy grający na skrzypcach skarżą się często na nerwobóle wynikające z nienaturalnego ułożenia ciała w czasie grania. Najbardziej znaną dolegliwością tego typu jest tak zwana „ręka skrzypka”.
Zastanawiając się nad sposobem rozwiązania tego problemu oraz ułatwieniem korzystania z instrumentu, Antoni Hybel postanowił znacznie zmniejszyć górną część prawego boku pudła rezonansowego, który podczas gry znajduje się na dole. Kształtowanie pudła skrzypiec utrudniające skrzypkom dotarcie lewej ręki do wyższych rejestrów podstrunnicy zostało usunięte oraz wyprostowane. Usprawnienie to ma charakter funkcjonalny i poprawia ergonomię przy korzystaniu z instrumentu. Oryginalny egzemplarz skrzypiec zbudowany przez wynalazcę znajduje się w Muzeum Regionalnym PTTK w Gorlicach.

## Budowa
Instrument ma niesymetryczną budowę przypominającą literę P. Zredukowany i wymodelowany został prawy, górny bok, umożliwiając łatwe dojście do najwyższych pozycji. Uproszczona konstrukcja zapobiegająca nienaturalnemu wygięciu ręki zaproponowana przez Hybla poprawiała funkcjonalność i ergonomię instrumentu zwiększając wygodę podczas gry. Według muzyków wpłynęła ona również na unikalne brzmienie instrumentu.
Skrzypce zbliżone są wymiarami do standardowych skrzypiec i mierzą 51 cm długości oraz 18,6 cm szerokości, a ich grubość wynosi 6,5 cm.

## Upamiętnienie
W dniu 28 października 2009 roku w kościele parafialnym w Ropie (rodzinnej wsi wynalazcy), odbyła się prezentacja i koncert na skrzypcach Hybla. Stowarzyszenie Pogranicza organizuje we wsi Ropa „Spotkania muzyczne na instrumenty z duszą skrzydlatą”, które odbyły się po raz pierwszy 29–30 września 2012 roku. W 2009 roku projekt pod nazwą „Skrzypce polskie z duszą skrzydlatą” uzyskał wsparcie finansowe w wysokości 6 tysięcy złotych ze środków województwa małopolskiego w ramach programu Mecenat Małopolski.